# Gelis operosus
Gelis operosus là một loài tò vò trong họ Ichneumonidae.